# ゲイツ (商業施設)

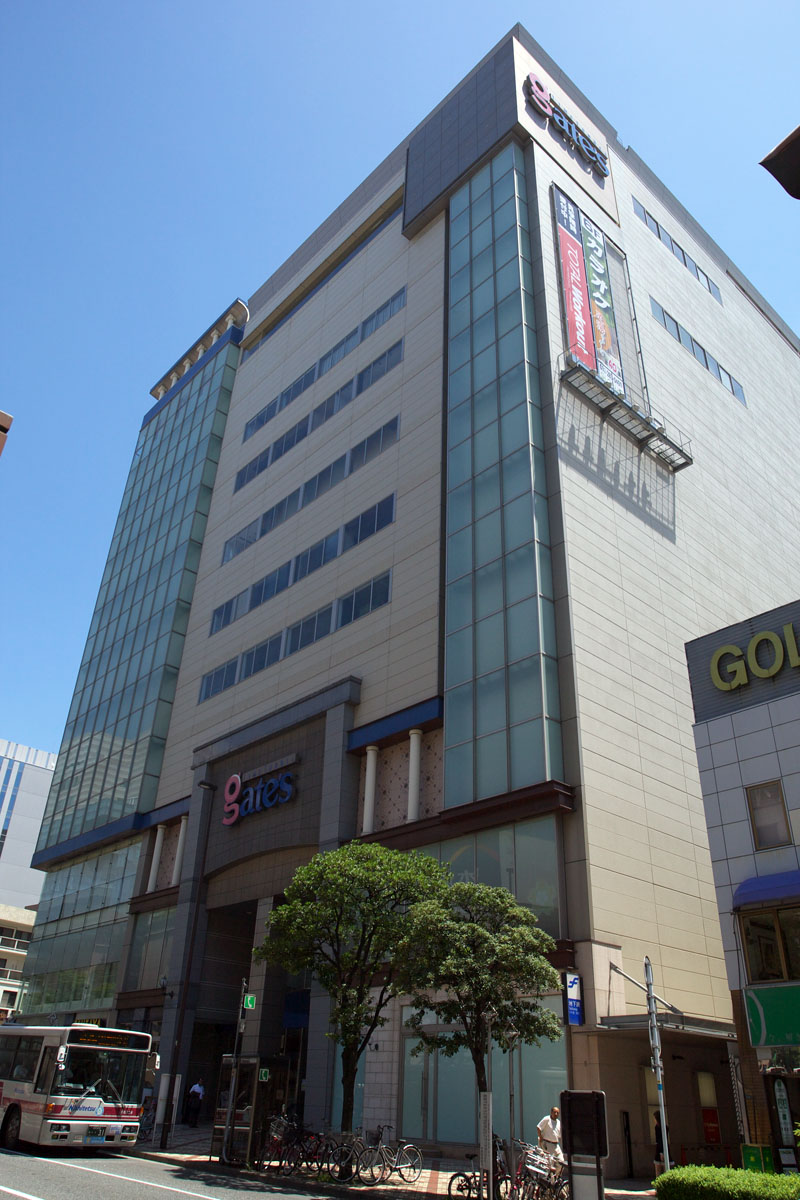
ゲイツ外観

ゲイツ (gate's) は、福岡県福岡市博多区中洲3丁目にある大型商業施設である。2006年3月15日に部分開業した。

## 概要
地下1階 - 地上11階建てで延べ床面積は約3万8千平方メートル。
もともとここは1925年（大正14年）に福岡市初の百貨店として開業した福岡玉屋だった。しかし、店舗が老朽化していた上、福岡市による「博多リバレイン」核テナントとしての入居の勧めも断ったことから、経営が悪化して1999年（平成11年）7月15日（博多祇園山笠追い山の日）に閉店。
閉店後も数年間は跡地利用が決まらず、古い建物が残されたままであったが、外資系企業を中心としたプロジェクトチームが買収し、より幅広い層の人たちが気軽に利用できる商業施設を目指して開業した。しかし、近隣には博多リバレインのみならず、キャナルシティ博多や天神地区といった大型商業施設が数多くあることから、差別化に苦しみ、開業後もしばらくテナントを埋められない事態になっていた。
2013年12月にガソリンスタンド運営および不動産業を行っている福岡スタンダード石油株式会社（福岡県久留米市）が外資系投資銀行バークレイ・キャピタル証券会社より信託受益権を取得している。福岡市内の物件取引額としては同年最大とみられる。

## 交通
福岡市交通局（地下鉄空港線・箱崎線）中洲川端駅4番出口から地下1階に直結。

## フロアガイド
- 11階 - WeWork（コミュニティー型ワークスペース）
- 10 - 9階 - ソフトバンク株式会社ビジネスオペレーションセンター
- 8階 - 卓球ダイニングバー UNDER SPIN、ゴルフバー G8-ONE（シミュレーションゴルフ）、福岡クリエイティブビジネスセンター（レンタルスペース）、リラクゼーション サロン（癒し処） 春風 中洲ゲイツ店、ファーストキャビン博多（コンパクトホテル）
- 7階 - Gate's 7（ライブハウス）、RED HOUSE（ライブ＆バー）、N to S STUDIOS（リハーサルスタジオ）、DRUM TRIBE（ドラム＆パーカッション/レッスン専門店）、整体x骨盤 カ・ラ・ダ ファクトリー（整体サロン）、大和（水炊き）
- 6階 - トータル・ワークアウト福岡（パーソナルトレーニングジム）
- 5階 - SBモバイルサービス株式会社
- 4階 - エクセル博多 - JRAの有料制場外馬券売場
- 3階 - サテライト中洲・オートレース中洲 - 競輪およびオートレースの会員制競輪場外車券売場、BAOO博多 - 日本レーシングサービス運営の有料制地方競馬場外馬券売場、無添くら寿司 博多中洲店
- 2階 - ドン・キホーテ中洲店
- 1階 - ドン・キホーテ中洲店（ときめきドンキ）、TRU NAIL&EYE（ネイルサロン）、Cloud STYLE（ブランド品買取）、LYECLE JAPAN（靴・かばん皮小物の修理）、YUUGEN 釉幻（陶磁器専門店）、牛角 福岡中洲店、
- 地下1階 - フードウェイ中洲食小町ゲイツ店（スーパーマーケット、旧ビーンズマート）、ココカラファイン ゲイツ店（ドラッグストア）、ウエスト うどん居酒屋 ゲイツ店、維櫻（海老ラーメン）

## 営業時間
ドン・キホーテとファーストキャビンは24時間、また1階の来店者用とタイムズカーシェアリングを兼ねるタワーパーキングは8時〜22時で稼働している。